# Tristán el salteador
Tristán el salteador (Gilles de Geus, en el original) es una serie de historietas neerlandesa de carácter cómico creada en 1983 por Hanco Kolk a los guiones y Peter de Wit en el dibujo. Se la conoce como el Astérix el Galo local, ya que presenta la resistencia de sus habitantes contra unos invasores (los españoles, en este caso).

## Trayectoria editorial
Creada para la revista Eppo, la serie, cuyas historietas aumentaron al poco de longitud, fue recopilada en diez álbumes y duró hasta 2003. También gozó de ediciones en otros idiomas: En inglés, con el título de Bryant the Brigand y en español, en el seno de la revista Fuera Borda (1984-85).

## Argumento y personajes
Gilles de Geus es un salteador de caminos en la Holanda del siglo XVI y más concretamente de los inicios de la Guerra de los ochenta años (1568-1648) que enfrentó a las Diecisiete Provincias de los Países Bajos contra el rey de España, dada la fecha en que murieron los personajes históricos que en ella aparecen: Willem II van der Marck Lumey en 1578, Fernando Álvarez de Toledo en 1582 y Guillermo de Orange en 1584. Son, por lo tanto, 500 años anteriores a su publicación. La serie contiene, sin embargo, muchas referencias a acontecimientos posteriores, como el asentamiento de Smeerenburg (fundado hacia 1614) o el navío Batavia (construido en 1627-1628).
Con el discurrir de la serie, Gilles se une a los Mendigos, luchando bajo el liderezgo de Guillermo de Orange contra las tropas de duque de Alba.
Otros personajes son el Almirante Lumeij, Leo, Guillermo de Orange, De Bekketrekker, el Duque de Alva, Cornelis Drebbel, Heer Jan van Breda y 90-60-90.